# Dillenia suffruticosa

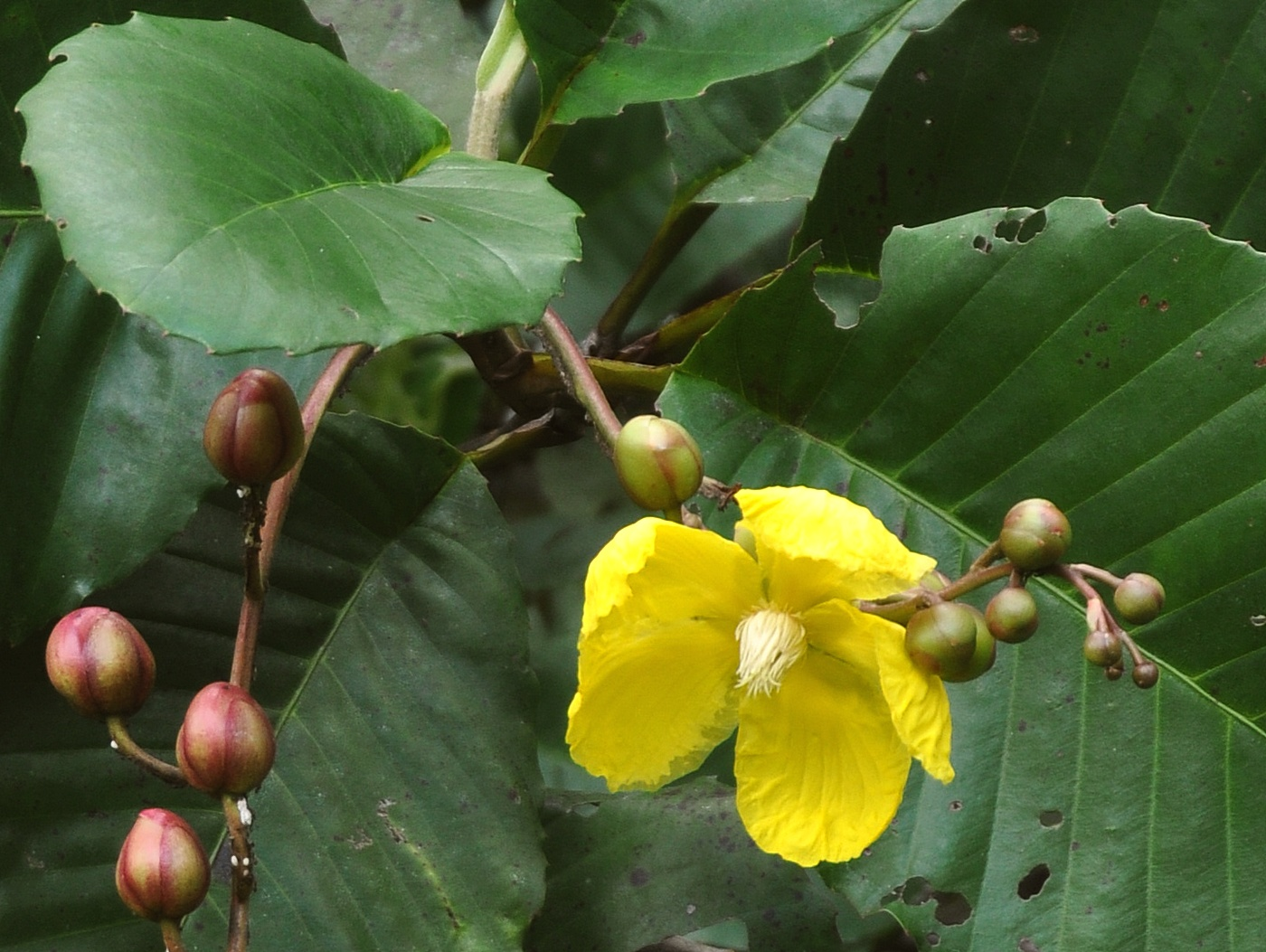
Květ, nazelenalé pupeny květů a narůžovělé dozrávající plody

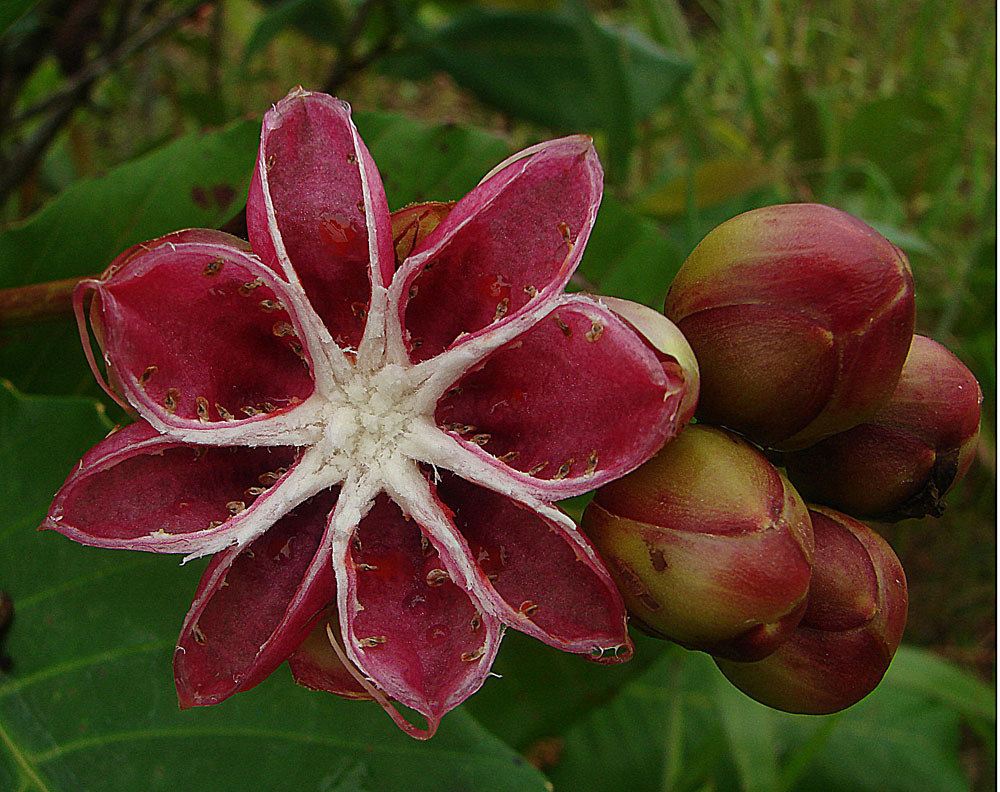
Rozevřený plod bez semen

Dillenia suffruticosa je stálezelená, tropická, keřovitá dřevina z rodu dilenie. Původním druhem je v jihovýchodních oblastech Asie, konkrétně v Malajsií, Singapuru, Thajsku, Indonésii a v Bruneji. Rozšířena byla do nedalekého Myanmaru, na Filipíny a Srí Lanku, stejně jako na vzdálené ostrovy Pacifiku, Karibiku i do zemí Střední Ameriky. Bývala po tropických oblastech šířena jako okrasná, téměř nepřetržitě kvetoucí rostlina a dokonce se stala oficiální květinou brunejského sultanátu.

## Ekologie
Obvykle roste coby rostlina druhé řady na vyčerpané půdě po vykácených primárních lesích deštného pralesa nebo na již opuštěných polích, v blízkosti potoků, močálů, na nevyužívané bažinaté, nebo naopak i zcela suché písčité půdě až do 700 m nadmořské výšky. Je to odolná dřevina schopná přežít v tvrdých i narušených, na živiny chudých a zasolených půdách, často zpevňuje okraje cest a vytváří okolo nich neprostupné houštiny.
Je považována za pionýrskou rostlinu, neboť vzklíčí a roste za plného slunečního svitu i na nechráněném místě a poskytuje stín pro méně odolné druhy. Její kořeny získávají vláhu z hloubky a svou přítomnosti tak signalizuje dostupný zdroj podzemní vody. Rostlina se může dožít i sta let.

## Popis
Vzrůstná dřevina keřovitého vzrůstu se sympodiálními větvemi s hnědou kůrou, dorůstající do výše asi 6 m. Větve jsou spirálovitě porostlé mírně kožovitými, široce eliptickými, jednoduchými listy s křídlatými řapíky. Čepele listů bývají dlouhé 15 až 25 cm a široké 8 až 12 cm, po obvodě jsou jemně zubaté. na vrcholu zaokrouhlené a ze střední žilky odbočuje až 20 žilek postranních, na líci jsou lysé a na rubu jemně chlupaté.
Pětičetné, jasně žluté květy, velké 8 až 12 cm, jsou v počtu 5 až 15 sestavené do terminálních hroznovitých květenství až 30 cm dlouhých. Vytrvalé kališní lístky jsou obvejčité, 2 cm dlouhé a za plodu se zvětšují, žluté korunní lístky jsou volné, obvejčité, 4 až 5 cm dlouhé a brzy opadávají. V květu je asi 100 tyčinek a po jejich obvodě asi 175 kratších, ven vyhnutých patyčinek. Nažloutlý semeník je nedokonale srostlý ze sedmi plodolistů, jenž se při dozrávání rozestupují. Květy nevoní a neobsahují nektar, opylují je převážně včely drvodělky (Xylocopa) a případně i další hmyz přilétající pro pyl.
Květy s asi 2 cm dlouhými stopkami se otevírají v květenství postupně, s odstupem 3 až 4 dnů, vždy je otevřen jen jeden. Dosud nekvetoucí květ je zabalen v zeleném pupenu, který den před rozkvětem začne žloutnout a následující ráno se před rozedněním květ rozevře. Před setměním korunní lístky uvadnou a kališní lístky zakryjí semeník.
Pukavý plod, dozravající za pět týdnů po opylení, je přechodový typ mezi měchýřkem a tobolkou. Má vzhled růžové hvězdičky velké 2,5 cm a v červených pouzdrech tobolek je po jednom až čtyřech tmavě hnědých semenech se šarlatovým blanitým míškem. Zralý plod se rozevírá ráno a jeho obvejčitá, 3 mm velká semena jsou brzy nato sezobaná ptáky, např. bulbulem žlutořitým, strdimilem hnědolícím, strdimilem různobarvým, alexandrem dlouhoocasým nebo sežraná opicemi a následně roznesená po okolí; zbylé části plodů opadají příští den.

## Význam
Hlavním důvodem pro výsadbu jsou květy, které kvetou téměř nepřetržitě po celý rok. Dřeviny jsou také vhodné jako meliorační rostliny, které zpevňují břehy jezer, řek a v menší míře i mořského pobřeží. Velmi dobře se rozmnožují ze semen a dále rozrůstáním kořenů nebo prostým zakořeněním na vlhkou zem položené větve, též se snadno ujímají kořenové oddělky. Nepotřebují při růstu další péči a jsou pro ně vhodná téměř všechna tropická prostředí, na nových místech rychle naturalizují a téměř nemají živočišných nepřátel.
Velké trvanlivé listy se dříve používaly k balení tradičních fermentovaných sojových placek (nyní je nahrazují igelity) a pták krejčiřík obecný je využívá ke stavbě hnízda. Na zem opadané listy vytvářejí drobné bazénky s rosou nebo dešťovou vodou a jsou využívané drobnými ptáky ke koupeli, nebo do nich s oblibou kladou komáři vajíčka.
Velmi rychle se po krajině šíří roznášenými semeny. Na některých místech se stala Dillenia suffruticosa invazním druhem. Například na Srí Lance a Jamajce, kam byla původně dovezena jako okrasná rostlina, se samovolně rozmnožila natolik, že je nyní považována za invazní plevel. Je také pokládána za rostlinu, která produkcí alelopatických látek do půdy brzdí klíčení i růst původních rostlin v okolí.